# Сорок шестой километр (лесосклад)
Сорок шестой километр (лесосклад) — посёлок в Рабитицком сельском поселении Волосовского района Ленинградской области.

## История
Согласно данным переписи населения СССР 1926 года в посёлке 46-я верста Волосово-Мшинской ж.д. ветки Репольского сельсовета Сосницкой волости Троцкого уезда проживали 14 человек — все русские.

Платформа 46 км на карте РККА 1940 года

По данным на 1966 год посёлок назывался Лесосклад 46 км и находился в составе Сосницкого сельсовета.
По данным на 1973 год посёлок назывался Сорок шестой километр (лесосклад) и также находился в составе Сосницкого сельсовета.
По данным 1990 года посёлок назывался Сорок шестой километр (лесосклад) и находился в составе Изварского сельсовета.
В 1997 году в посёлке Сорок шестой километр (лесосклад) проживали 20 человек, посёлок относился к Изварской волости, в 2002 году — 13 человек (русские — 54 %), в 2007 году — 16 человек.
В мае 2019 года Изварское сельское поселение вошло в состав Рабитицкого сельского поселения.

## География
Посёлок расположен в юго-восточной части района к югу от автодороги 41К-013 (Жабино — Вересть) и к востоку от автодороги 41К-049 (Хотнежа — Сосницы). 
Расстояние до административного центра поселения — 10 км.
Расстояние до железнодорожной станции Волосово — 24 км.

## Население
| 2002 | 2007 | 2010 | 2017 |
| ---- | ---- | ---- | ---- |
| 13   | ↗16  | ↘8   | ↘5   |

### Национальный состав
Согласно данным Всероссийской переписи населения 2021 года в посёлке проживали 4 человека, все русские.